# Nation crie de Misipawistik
La Nation crie de Misipawistik, anciennement appelée la Première Nation de Grand Rapids, est une communauté crie du Nord du Manitoba au Canada. Le nom Misipawistik signifie « rapides précipitantes » en cri. Elle possède une réserve, Grand Rapids 33, située près de Grand Rapids à 400 km au nord de Winnipeg. Elle a environ 716 membres composée de Cris, de Métis et d'autres Premières Nations. Le cri et l'anglais sont les principales langues de la nation. Elle est signataire du Traité 5.

## Géographie
La Nation crie de Misipawistik possède une réserve : Grand Rapids 33. Celle-ci couvre une superficie de 1 852,30 hectares et est située près de Grand Rapids à 400 km au nord de Winnipeg au Manitoba.

## Gouvernement
La Nation crie de Misipawistik est gouvernée par un conseil élu composé d'un chef et de trois conseillers.